# Panamerikanische Spiele 2015/Leichtathletik – Hammerwurf der Männer
Der Hammerwurf der Männer bei den Panamerikanischen Spielen 2015 fand am 22. Juli im CIBC Pan Am und Parapan Am Athletics Stadium in Toronto statt.
Zehn Hammerwerfer aus sieben Ländern nahmen an dem Wettbewerb teil. Die Goldmedaille gewann Kibwe Johnson mit 75,46 m, Silber ging an Roberto Janet mit 74,78 m und die Bronzemedaille gewann Conor McCullough mit 73,74 m.

## Rekorde
Vor dem Wettbewerb galten folgende Rekorde:
| Weltrekord        | Jurij Sjedych | 86,74 m | Europameisterschaften in Stuttgart, BR Deutschland | 30. August 1986  |
| Rekord der Spiele | Kibwe Johnson | 79,63 m | Panamerikanische Spiele in Guadelajara, Mexiko     | 26. Oktober 2011 |

## Ergebnis
22. Juli 2015, 20:03 Uhr
| Platz | Athlet            | Land               | 1. Versuch | 2. Versuch | 3. Versuch | 4. Versuch                                   | 5. Versuch                                   | 6. Versuch                                   | Weite (m) |
| ----- | ----------------- | ------------------ | ---------- | ---------- | ---------- | -------------------------------------------- | -------------------------------------------- | -------------------------------------------- | --------- |
|       | Kibwe Johnson     | Vereinigte Staaten | 72,17      | x          | x          | 72,40                                        | 75,46                                        | x                                            | 75,46     |
|       | Roberto Janet     | Kuba               | 71,15      | 74,78      | 73,57      | x                                            | x                                            | 73,99                                        | 74,78     |
|       | Conor McCullough  | Vereinigte Staaten | 69,93      | 73,74      | 73,19      | 71,61                                        | x                                            | 72,55                                        | 73,74     |
| 4     | Wagner Domingos   | Brasilien          | x          | 71,71      | x          | 73,74                                        | x                                            | x                                            | 73,74     |
| 5     | Allan Wolski      | Brasilien          | 69,77      | 70,69      | x          | 70,15                                        | x                                            | 72,72                                        | 72,72     |
| 6     | Diego del Real    | Mexiko             | x          | 68,43      | 71,72      | 71,74                                        | x                                            | 70,08                                        | 71,74     |
| 7     | Roberto Sawyers   | Costa Rica         | 66,17      | 68,34      | 67,84      | 69,51                                        | 70,95                                        | 68,06                                        | 70,95     |
| 8     | James Steacy      | Kanada             | 69,37      | x          | x          | 69,55                                        | 68,00                                        | 69,75                                        | 69,75     |
| 9     | Reinier Mejias    | Kuba               | 67,76      | x          | x          | nicht im Finale der besten acht Hammerwerfer | nicht im Finale der besten acht Hammerwerfer | nicht im Finale der besten acht Hammerwerfer | 67,76     |
| 10    | Humberto Mansilla | Chile              | 65,21      | 66,14      | 66,03      | nicht im Finale der besten acht Hammerwerfer | nicht im Finale der besten acht Hammerwerfer | nicht im Finale der besten acht Hammerwerfer | 66,14     |